# Cinema d'autore

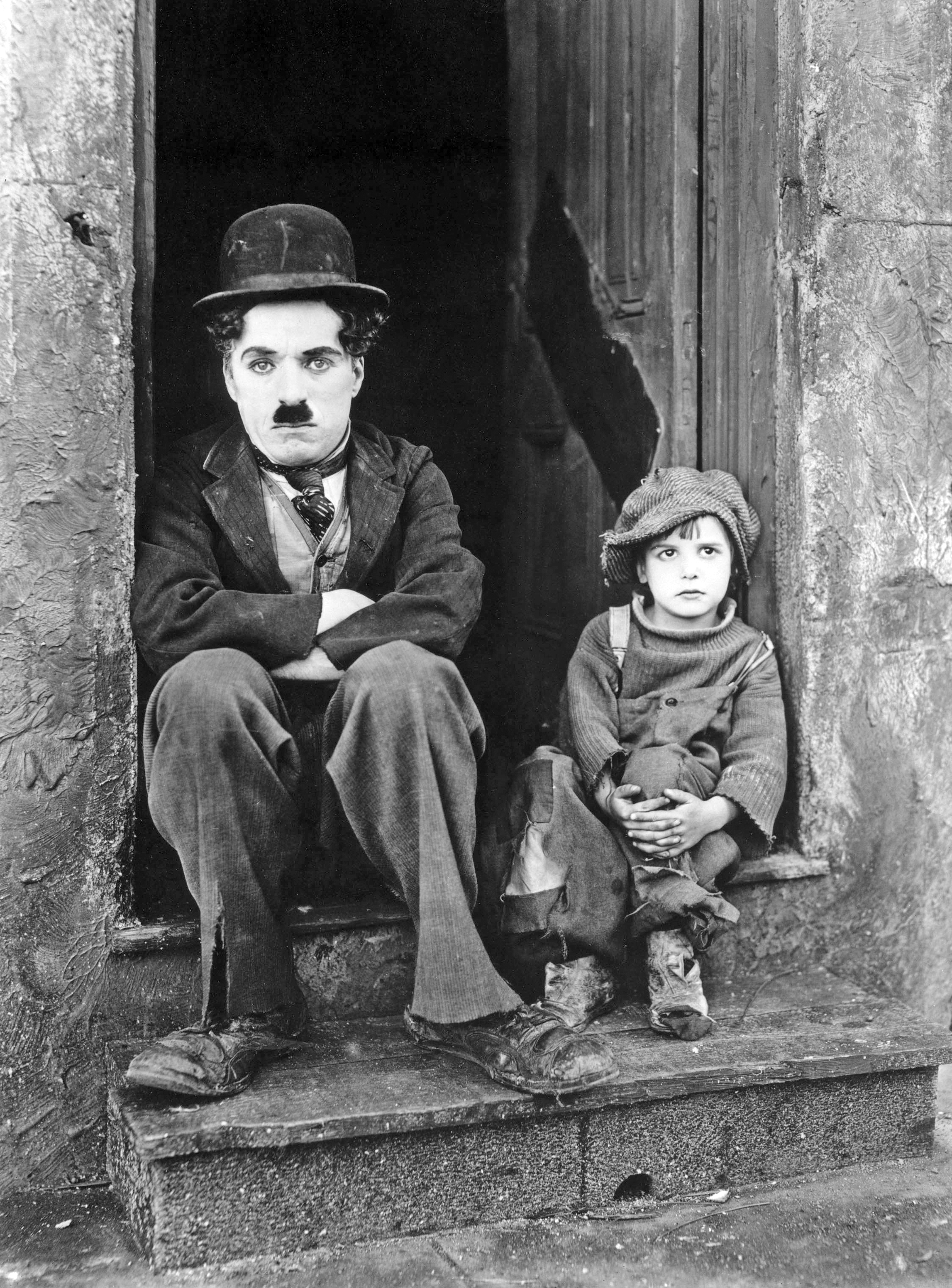
Una scena de Il monello (1921) di Charlie Chaplin. L'opera del cineasta britannico è un buon esempio di cinema d'autore

Cinema d'autore è un termine che fa riferimento a un approccio cinematografico in cui il regista è considerato l’autore principale del film. Nel cinema d’autore, il regista non è semplicemente un tecnico che mette insieme le scene, ma è l’artista che dà vita alla visione creativa complessiva del film. In breve, il cinema d’autore è un movimento che enfatizza l’individualità creativa del regista e mira a produrre film unici, riflessivi e originali, che sfidano le convenzioni del cinema mainstream. Si tratta di un concetto soggettivo di cui non esiste una definizione rigorosa. Il cinema d'autore è spesso paragonato a un cinema d'essai.

## Caratteristiche
In Introduzione alla storia del cinema, Paolo Bertetto individua alcuni elementi comuni del regista d'autore:
- segue tutte le fasi della produzione cinematografica, dallo sviluppo dell'idea al montaggio, con particolare attenzione alla sceneggiatura;
- i film d'autore affrontano contenuti complessi e poco commerciali, similmente a un romanzo o a un'opera teatrale;
- deve riconoscersi uno stile dell'autore, legato alla sua originalità espressiva;
- i film d'autore danno meno peso al puro intrattenimento, ma preferiscono far riflettere lo spettatore, che quindi non può più assistere passivamente alla proiezione;
- spesso il film d'autore è inserito in un complesso di opere dello stesso autore, per questo riconoscibile.

## Evoluzione

### Il cinema d'autore europeo negli anni cinquanta e sessanta
Il cinema d'autore europeo nasce nel periodo che intercorre la fine del Neorealismo italiano e la Nouvelle Vague francese. È proprio in Francia che si sviluppa il concetto con la discussione tenuta dai Cahiers du cinéma, nella quale viene riconosciuto al regista del film la paternità sull'opera, in pratica un autore con un proprio stile o addirittura una propria poesia. Per avere un'idea basterebbe l'esempio dei film di Carl Theodor Dreyer, Robert Bresson, Jean-Luc Godard, Federico Fellini, Michelangelo Antonioni, Andrej Tarkovskij o Ingmar Bergman .

Comunemente per film d'autore si intendono dei film diretti da grandi registi, che non sempre producono delle opere che raccolgono l'interesse del grande pubblico, ma per la loro qualità artistica finiscono per costituire delle pietre miliari nella storia del cinema.
Per antonomasia, il film d'autore è un genere di film colto che non è adatto al grande pubblico, in quanto spesso non possiede gli elementi fondamentali che possono essere di attrazione per le grandi masse (architrama, svolgimento lineare degli eventi, eccetera), ma si dedica piuttosto alla rappresentazione, allo studio psicologico dei personaggi, alla creazione di un mondo surreale rappresentante la fantasia del regista, o ancora ad altri scopi non necessariamente narrativi.
Nella produzione mondiale molti sono i registi che hanno prodotto dei film che sono rimasti come esempi eminenti di cinematografia. Fra questi su tutti l'inglese Charlie Chaplin , che fu probabilmente il primo autore mondiale, già all'epoca del cinema muto. Tra gli statunitensi vanno annoverati Frank Capra , Elia Kazan , Billy Wilder  e soprattutto Alfred Hitchcock, Orson Welles e Stanley Kubrick. Tra gli europei, lo svedese Ingmar Bergman , i russi Sergej Ėjzenštejn e Andrej Tarkovskij, il cecoslovacco František Vláčil, i francesi Jean Renoir, Marcel Carné, Robert Bresson, Jean-Luc Godard, François Truffaut, Alain Resnais, il portoghese Manoel de Oliveira, lo spagnolo Luis Buñuel, gli italiani Federico Fellini, Michelangelo Antonioni, Bernardo Bertolucci, Pier Paolo Pasolini, Luchino Visconti, Roberto Rossellini, Vittorio De Sica, Sergio Leone, i tedeschi Fritz Lang, Friedrich Wilhelm Murnau, Werner Herzog, Rainer Werner Fassbinder e Wim Wenders  e il danese Carl Theodor Dreyer .
In Asia, oltre naturalmente ad Akira Kurosawa, Yasujirō Ozu e Kenji Mizoguchi, Masaki Kobayashi e Kaneto Shindo, un altro giapponese Takeshi Kitano , il coreano Kim Ki-duk , il regista di Hong Kong Wong Kar-wai e l'indiano Satyajit Ray.
Tra i registi italiani considerati "autori", si possono ricordare gli autori del neorealismo (o da esso partiti) e con le loro opere autorali preminenti.
Tra gli autori moderni del cinema d'autore si possono annoverare: dai fratelli Coen, Quentin Tarantino e Tim Burton, a David Lynch, John Carpenter, David Cronenberg, Terrence Malick, Peter Greenaway o ancora gli est-europei Béla Tarr e Aleksandr Sokurov, i portoghesi Pedro Costa e Miguel Gomes, il danese Lars von Trier, l'austriaco Michael Haneke, lo spagnolo Pedro Almodóvar, il trio messicano composto da Alfonso Cuarón, Alejandro González Iñárritu e Guillermo Del Toro, fino ai nuovi registi asiatici come i registi giapponesi dello Studio Ghibli (tra cui spiccano Hayao Miyazaki e Isao Takahata), i taiwanesi Edward Yang, Hou Hsiao-hsien e Tsai Ming-liang, gli iraniani Abbas Kiarostami e Jafar Panahi e il thailandese Apichatpong Weerasethakul.

## Nel diritto
In termini legali, il film è trattato come un'opera d'arte e l'autore, in qualità di creatore del film, è il detentore del copyright originale. Secondo la legge europea, il regista è considerato l'autore o uno degli autori di un film .